# Villa Draghi
Villa Draghi è un edificio seicentesco, rinnovato in stile neogotico nel 1848, che sorge sulle pendici boscose del Monte Alto (207 metri), situato a ovest dell'abitato di Montegrotto Terme, a circa 10 chilometri da Padova e circa a 40 chilometri da Vicenza. La villa dal 1972 è proprietà del Comune di Montegrotto Terme ed è sede di manifestazioni, di eventi e di conferenze. Il parco di villa Draghi, con un'estensione di 32 ettari, rappresenta l'area più vasta della città termale.

## Storia
Alla fine del Cinquecento l'area dove sorge la villa era occupata da una grande casa dominicale appartenuta a Elena Capodivacca, nobile padovana e nipote di Bartolomeo Capodivacca che nel 1577 fece restaurare dei bagni termali a San Pietro Montagnon. Nel 1538 Elena si sposò con Annibale Pimbiolo che, grazie a questo matrimonio, acquisì a San Pietro Montagnon terre, boschi e due casette, di cui una con i bagni in rovina.
Nel 1612 Annibale, preoccupato della non buona fratellanza che intercorreva tra i figli Girolamo, Lorenzo e Giacomo, decise di fare testamento. La grande casa dominicale venne ereditata da Giacomo, mentre Lorenzo e Girolamo ereditarono i rimanenti beni ricadenti sempre nel territorio di San Pietro Montagnon. Nel contratto d'affitto Giacomo specifica che l'affittuario era tenuto ad ospitare lui e i suoi fratelli in caso di necessità. L'intero complesso era così costituito da una fonte di acque e fanghi termali che alimentavano i bagni.
Nel 1619 l'intera proprietà fu acquistata da Lorenzo Pimbiolo, che incrementò così già il cospicuo patrimonio che aveva nel territorio di Montegrotto. Lorenzo mantenne nella proprietà sempre lo stesso affittuario, impegnandolo a concedergli ospitalità in caso di bisogno. I Pimbiolo utilizzavano quindi la casa dominicale o per beneficiare delle acque termali o per controllare i propri interessi economici. Alla morte di Lorenzo i beni passarono al figlio Lorenzo Andrea, nato nel 1627 dal secondo matrimonio con Lucrezia Dottori. Il passaggio a Lorenzo Andrea non mutò il tipo di conduzione fino ad allora adottato. I bagni termali furono affittati fino al 1705, mentre della casa dominicale si fa menzione nei documenti fino all'anno 1669.
Nel 1669 la casa fu infatti acquistata dal nuovo proprietario Alvise Lucadello, facoltoso contabile veneziano, che ampliò l'edificio con nuove fabbriche. Nel 1674 il palazzo dominicale sul luogo dell'antica casa appartenuta ai Pimbiolo era già stato ultimato. Nel giugno 1973 il notaio Costantin Nicolosi stilò l'elenco degli arredi dell'interno complesso dominicale. Gli ambienti che costituivano il corpo principale del palazzo, sviluppato su più piani, erano trentasei. Al palazzo si affiancavano la foresteria, una stalla e la chiesola, al di sotto dei quali si estendevano le cantine. Queste cantine creavano in superficie i differenti piani che davano luogo a scalinate, terrazze e logge. Al primo piano gli ambienti si suddividevano in tre nuclei ben distinti. Il primo era conosciuto da una camera affacciata sugli orti, dalla terrazza, dalla cucina, dalla stalla, dalla lavanderia, dal forno e da piccoli vani di ricovero per gli animali. Seguiva poi il secondo nucleo formata da cinque stanze, da un camerino e da una sala a cui si atteneva il corpo del terzo nucleo: la cucina vecchia con cinque stanze contigue. In quest'ultimo gruppo di ambienti si può identificare la casa dominicale cinque-seicentesca, appartenuta a Capodivacca-Pimbolo. Tutte le stanze si articolavano lungo un ampio corridoio arredato da soli armadi. Attraverso una scalinata si accedeva al secondo piano su cui si aprivano una sala e cinque stanze. Il terzo piano era occupato in totale da cinque stanze. L'alzato del fabbricato terminava con una soffitta.
A partire dalla seconda metà del XVIII secolo, il palazzo dominicale fu ereditato dalla famiglia dominicale dei Donati, attraverso Cristina Lucadello, moglie di Francesco Donati. Con questa famiglia si registra una lenta ma inesorabile decadenza del manufatto architettonico. Un inventario redatto nel 1799 mostra infatti come sia rimasto ben poco del sontuoso arredo di un tempo.
Dal 1817 il complesso dominicale risulta di proprietà di Pietro Scapin, ricco possidente che abitava a Padova. Fu Pietro Scapin a far restaurare tra il 1848 e il 1850, il palazzo settecentesco. Trovando infatti la villa in uno stato di grave decadimento decise di demolirla e riedificarla creando così la costruzione cubica presente ancora oggi. Del palazzo seicentesco furono conservate solo le cantine, le rimesse sottostanti e il terrazzo coronato di statue. Scapin ristrutturò anche l'antica sorgente e fece costruire alcune ghiacciaie, indispensabili per l'epoca, in modo da dotare la struttura di un sistema di acque, fondamentale per la vita in villa.
Alla morte di Pietro Scapin la villa fu ereditata dalla nipote Elisabetta Valtorta, moglie di Giovanni Draghi. La villa conserva ancora oggi il nome di quest'ultima famiglia che vi abitò. Dopo la morte dell'ultima delle sorelle Draghi, avvenuta nel 1967, la villa venne data in dono ai Gesuiti di Venezia. Nel 1972, venne acquistata dal comune di Montegrotto Terme, l'attuale proprietario.

### Restauro
In seguito ad un lungo periodo di abbandono, durante il quale la villa è stata privata di preziosi elementi decorativi, infissi e statue, il Comune di Montegrotto Terme ha provveduto a ristrutturare l'immobile. Ha così allestito, negli annessi rustici situati ai piedi del poggio, il Museo Internazionale del Vetro d'Arte e delle Terme, in cui sono esposti oggetti artistici creati da famosi vetrai quali Venini, Granieri e Del Negro. Una sezione del museo è dedicata invece a reperti archeologici risalenti all'epoca romana ritrovati nel territorio termale. Le sale della villa sono invece utilizzate per eventi culturali e conferenze. La posizione privilegiata in cui si trova il piazzale antistante la villa offre una magnifica veduta della città termale e dei dintorni. La vista è resa possibile dalla permeabilità visiva dell'area antistante priva di edifici e schermi visivi.

## Descrizione
Villa Draghi è un edificio a pianta quadrata che conserva alcuni elementi architettonici e compositivi che lo rendono un particolare esempio di architettura eclettica nel territorio dei Colli Euganei. Per i prospetti interni furono adottate scelte stilistiche inerenti alla rievocazione di un'architettura gotica con elementi tipici del Medioevo. Gli archi inflessi con decorazioni a trilobo, nel cui disegno sono leggibili ascendenze arabe e orientali, si ispirano al gotico veneziano. Anche lo schema della trifora centrale con finestre laterali ha matrice lagunare. Elementi tipicamente medioevali sono invece la merlatura ghibellina di coronamento e la decorazione a rombi, ocra e blu, delle facciate. La villa è caratterizzata da un'elegante merlatura su tutti i lati e da elementi ispirati al Palazzo Ducale (Venezia), per recuperare quello che era ritenuto l'autentico modello architettonico veneto. Gli interni, privi di affreschi o di decorazioni particolari, riprendono gli schemi tradizionali della casa veneziana con un salone principale simmetrico al piano terra e al piano superiore una sala centrale che disimpegna le stanze laterali.

### Parco
Il parco di Villa Draghi, che comprende sia la villa sia gli annessi rustici, si estende per circa 32 ettari. Rappresenta uno dei più ampi parchi collinari del Veneto e include una parte di bosco da cui si sviluppano sentieri escursionistici di interesse paesaggistico e naturalistico. Lungo i sentieri sono presenti particolari scenari dalle ampie vedute che si alternano a brevi squarci di paesaggio, prati e cespugli. Il patrimonio boschivo e faunistico presente all'interno del Parco è stato inserito nel Piano Ambientale del Parco regionale dei Colli Euganei, conseguendo lo status di “area di interesse comune”.

### Flora
Il paesaggio circostante la Villa è ricco di ripidi pendii alternati da dolci declivi e impluvi profondi molto umidi. Tale conformazione permette lo sviluppo di una vegetazione variegata. Sono presenti lembi di Erythronio-Carpinion, ampie superfici di Quercion robori-petraeae, aree di Quercion pubescentis-petraeae e di Trifolio-geranietea sanguinei. Numerose sono le formazioni di Pseudomacchia euganea dove si possono osservare elementi di erica arborea e Arbutus unedo con portamento arboreo. È possibile trovare elementi, rari nella Pianura Padana, quali Lythrum portula, Lythrum hyssopifolia, Pulicaria vulgaris, Gypsophyla muralisa, Anagallis minima e Agrostis canina. Il fascino del luogo è inoltre determinato da esemplari arborei quali elementi di farnia, rovere, roverella, carpino bianco e castagno. I numerosi anni di abbandono hanno però causato la comparsa dei popolamenti a robinia e di cespuglietti eterogenei che andrebbero ridotti per incoraggiare una migliore presentazione naturalistica del luogo.